# 白地镇
白地镇，是中华人民共和国安徽省宣城市旌德县下辖的一个镇。

## 行政区划
白地镇下辖以下地区：
高甲村、洪川村、汪村、洋川村、白地村和江村。

## 中国传统村落
2012年，江村被评为首批“中国传统村落”。